# دون بيدو
دون بيدو (بالإنجليزية: Don Beddoe)‏ مواليد 1 يوليو 1903 في بيتسبرغ - الوفاة 19 يناير 1991 في لاغونا هيلس، الولايات المتحدة، هو ممثل أمريكي بدأ مسيرته الفنية سنة 1929. ظهر في قرابة 250 فلما. امتدت مسيرته الفنية لأكثر من 55 عاما. من أعماله لاسي (مسلسل 1954) وبيري ماسون (مسلسل).

## روابط خارجية
- دون بيدو على موقع IMDb (الإنجليزية)
- دون بيدو على موقع ألو سيني (الفرنسية)
- دون بيدو على موقع أول موفي (الإنجليزية)
- دون بيدو على موقع قاعدة بيانات برودواي على الإنترنت (الإنجليزية)
- دون بيدو على موقع قاعدة بيانات الأفلام السويدية (السويدية)
- دون بيدو على موقع إن إن دي بي (الإنجليزية)
- دون بيدو على موقع قاعدة بيانات الفيلم (الإنجليزية)
- دون بيدو على موقع كينوبويسك (الروسية)